# Due donne e un purosangue
Due donne e un purosangue (Home in Indiana) è un film del 1944 diretto da Henry Hathaway.